# Tino Loechelt
Tino Loechelt (* 13. August 1965 in Alzey) ist ein ehemaliger deutscher Fußballspieler.

## Karriere
Der 1,63 m große Mittelfeldspieler Tino Loechelt kam als C-Jugendlicher vom SV Schwarz-Weiß Mauchenheim zum 1. FC Kaiserslautern. 1983/84 erreichte er mit seinem Verein das Finale der A-Jugendmeisterschaft und führte sein Team bei der 1:3-Niederlage gegen den VfB Stuttgart als Kapitän aufs Feld. In der Rückrunde der gleichen Saison wurde er dann erstmals im Profiteam eingesetzt. Am 19. Spieltag wurde er gegen den VfB Stuttgart im Neckarstadion in der 38. Minute eingewechselt. Nach seinem Debüt wurde er bis auf zwei Spiele in allen restlichen Partien eingesetzt. Dann aber erlitt Loechelt einen Kreuzbandriss, sodass er 1984/85 kein einziges Spiel bestritt. In der folgenden Spielzeit kam er nur sporadisch zum Einsatz und wechselte schließlich 1986 zu Eintracht Braunschweig.
Hier trug er die Nummer 10 auf dem Trikot und war als Stammspieler gesetzt. Gleich in der ersten Saison stieg er allerdings mit Braunschweig aus der 2. Bundesliga ab. Die folgende Saison in der Oberliga Nord gestaltete man erfolgreich und es folgte der direkte Wiederaufstieg. In den Folgesaisons hatte Loechelt wieder vermehrt mit Verletzungen zu kämpfen und wurde mehrfach am Knie operiert. Sein Verein stieg 1992/93 erneut aus der 2. Bundesliga ab und Loechelt konnte seinem Verein in der Rückrunde nicht mehr helfen.
Er verließ Braunschweig 1993 und kehrte in seine pfälzische Heimat zurück. Ab 1994 war er für einige Jahre Spielertrainer bei seinem Heimatverein SV Schwarz-Weiß Mauchenheim und ein Jahr Trainer der B-Jugend des 1. FC Kaiserslautern. Nach einigen Jahren Abstinenz trainierte er wieder den SW Mauchenheim. Von November 2010 bis August 2013 trainierte Loechelt den Landesligisten RWO Alzey.

## Statistik
| Liga          | Spiele (Tore) |
| ------------- | ------------- |
| Bundesliga    | 028 0(0)      |
| 2. Bundesliga | 152 (15)      |
| Wettbewerb    |               |
| DFB-Pokal     | 011 0(1)      |